# Sacrificio d'Ifigenia (Giambattista Tiepolo)
Sacrificio d'Ifigenia è un affresco realizzato nel 1759 da Giambattista Tiepolo per la Villa Valmarana "Ai Nani", a Vicenza. Occupa la parete centrale della Sala di Ifigenia, il locale costituente l'atrio della residenza.

## Descrizione
Le fonti letterarie di riferimento per l'affresco sono l'Ifigenia in Aulide di Euripide e Le Metamorfosi ovidiane: al centro la giovane Ifigenia denudata  sta per subire la decapitazione ad opera di Calcante, che tende il coltello verso il suo collo, mentre un inserviente è pronto a ricevere il capo su un piatto; a sinistra invece appaiono su una nube alcuni amorini con una cerva - inviata da Artemide - che sostituirà la fanciulla come vittima sacrificale, tra lo stupore dell'esercito acheo; sulla destra, infine, Agamennone si copre disperato gli occhi col mantello per non guardare il sacrificio della figlia, non rendendosi pertanto ancora conto, unico tra tutti, dell'intervento divino. La scena riprende un famoso quadro del pittore greco Timante.

### Video
- La sala del 'Sacrificio di Ifigenia' - Palazzina di Villa Valmarana ai Nani, su Youtube, 12 marzo 2018. URL consultato il 2 giugno 2021. Ospitato su VicenzaCultura.